# 小室仲太郎
小室 仲太郎（こむろ なかたろう、1834年〈天保5年〉 - 1916年〈大正5年〉7月13日）は、江戸時代後期から明治時代の歌舞伎役者。

## 経歴・人物
1834年（天保5年）、南山名村本郷で生まれた。この地方の歌舞伎役者の元祖であり、屋号を松鶴屋、芸名を中村七賀十郎といった。一座とともに、愛知、岐阜、三重、福井などの都市や農村地帯などを巡業して活躍した。小室家には1880年（明治13年）以降の各地を巡業した興行記録日記や多くの台本が保管されている。この日記には、宿泊地、興行場所、食費、購入品の値段などが詳細に記録されていて、明治年間の各地における生活をうかがい知ることができる。地元の山那神社の境内には廻り舞台のある建物があって、地元にいた指導者の影響を受けた後継者たちによって、大正の中頃まで祭りの時にここで芝居が開演されていた。1916年（大正5年）7月13日、82歳で没した。小室の没後、この地域での芝居の上演は下火になり、次第に青年団の武道訓練場となり、1939年（昭和14年）、地域の芸達者による芝居を最後に陸軍の物資倉庫に徴用された。終戦後も昔日の舞台復活とはならず、取り壊すこととなった。